# We ROCK
『WeROCK』（ウィ・ロック）は、主に日本のヘヴィメタルバンドと一部のヴィジュアル系バンドによるロックを中心とした日本の音楽雑誌である。
1976年に立東社から『ロッキンf』、略称は「ロクf」で月刊誌として発行された。2001年、立東社が倒産し1年ほど休刊になるが、2002年に晋遊舎から復刊された。
2005年に発行元がアポロ・コミュニケーションへ異動。現在は発行「有限会社サウンド・デザイナー」、編集は「株式会社ジャックアップ」が行っている。
2007年より来歴にて後述する権利関係の問題で誌名が『We Rock』となったが、2015年に月刊サウンド・デザイナーの増刊『ロッキンf』としてスペシャル号が発行された。
2024年4月15日、WeROCK創刊100号発売、特集は、生誕60周年記念特集hide。

## 来歴
『ロッキンf』創刊
『ロッキンf』創刊号は1976年7月号、表紙はジミー・ペイジ。発売日は1996年まで毎月8日に発売、1996年から2001年までは毎月27日発売だった。当初はイギリスの雑誌『メロディ・メイカー』誌の日本語版として発行されていた。表紙を飾っていたアーティストは1970年代までは海外アーティストであったが、1980年代に入りYMOやRCサクセションといった日本のアーティストが中心になった。
1983年あたりからハードロック色の強い雑誌となり、1984年にはヘヴィメタルが8割占める。主に日本のヘヴィメタル、「ジャパニーズ・メタル（通称ジャパメタ）」中心の雑誌となり、LOUDNESSや浜田麻里が表紙を飾ることが多くなった。
この頃になると日本のアーティストが海外アーティストと対談する企画が頻繁に行われるようになった。同時にインディーズのバンドも扱い、この雑誌で有名になったバンドも多数おり、無名だった頃のX JAPANのYOSHIKIがメンバー募集のコーナーに送っていた。
1990年代に入ると、バンドブームもあってか、表紙を飾るのはヴィジュアル系と呼ばれるバンドが中心となり、中でもX JAPANとそのメンバーの表紙数が群を抜いていた。1990年代後半にはメロコア系のバンドとヴィジュアル系バンドの表紙が目立ち始め、その後SEX MACHINEGUNSのブレイクにより再びヘヴィメタルバンドが表紙を飾るようになった。
2001年8月号を最後に7月に立東社が倒産し休刊。
『ロッキンf』復刊から『WE ROCK』へ
2002年夏、晋遊舎の関連企業であるマックスコーポレーション（2005年に晋遊舎と合併により消滅、マックス (出版社)の前身）から高崎晃の表紙でジャパメタ雑誌としてDVD付きで復刊、隔月での発売となる。その後は出版社を転々としていたが、2007年8月発売号をもって晋遊舎から他社へ『ロッキンf』の権利が移動したため使用できなくなり、2007年10月発売号から別の名称に変更となる。VOL.27にて新名称の投票、および募集を行い、結果として『WE ROCK』の誌名で再スタートを切ることになった。
『ロッキンf』2015年復刊
2015年10月、『ロッキンf』の復刊を公式に発表。We ROCKも共存という形で今後も発行すると発表した。月刊サウンド・デザイナー12月号増刊として『ロッキンf 2015』2015年12月1日発行（定価2,160円）DVD付録つきで復刊を遂げた。
編集部によれば、具体的な時期は明かされていないが、2015年より数年前に『ロッキンf』の名称を取り戻していたが、復刊のタイミングを模索していたところにLOUDNESSがアルバム『THUNDER IN THE EAST』30周年記念盤を発売するという情報を得た事で、LOUDNESSを中心にジャパニーズ・メタルの30年史を製作するために復刊させたと語っている。

## ロッキンf付録ソノシート・CD
『ロッキンf』は、1985年からインディーズや一部のメジャーなロックバンドのソノシートが付録として収められていた。1991年以降音源付きの付録は10年近く収録されなかったが、2000年代に入るとソノシートからCDに代わり、Cloud NineやBAD SiX BABiESのデモCDが付録として収録されていた。

### ロッキンf付録ソノシート
- 山本恭司「山本恭司のギターワールド」（1985年5月号）
- REACTION「ARE YOU FREE TONIGHT」（1986年12月号）
- HURRY SCUARY「DIRTY STREET」（1987年5月号）
- BLIZARD「DREAM TENSION」（1987年6月号、栗林誠一郎と共同制作）
- PRESENCE「ROCK 'N ROLL」（1987年7月号）
- KILLER MAY「FLAMING RED」（1988年4月号）
- VIENNA「FOLLOW YOU」（1988年5月号）
- X「KURENAI」（1988年6月号）[8]
- CATS IN BOOTS「HEAVEN ON A HEARTBEAT』（1988年7月号）
- GASTUNK「DEAD SONG」（1989年 ロッキンf別冊『STREET FIGHTING MEN』付録）[9]
- LADIESROOM「A LITTLE PIECE OF HEAVEN」（1990年5月号）
- JACKS'N'JOKER「JOKER」（1990年6月号）
- Gargoyle「HALLELUYAH」（1990年8月号）
- AION「GASP FOR BREATH」（1990年9月号）
- TOKYO YANKEES「JOKER」（1990年10月号）
- DECAMERON「お前だけに I LOVE YOU」（1990年11月号）
- POISON ARTS「KICK ROCK」（1990年12月号）
- VIRUS「退屈しのぎのLOVE愛視線」（1991年1月号）
- Z.O.A「SAD SONG」（1991年2月号）
- MARDIGRAS「CHANGES」（1991年3月号）
- GIRL TIQUE「ワライトバスナ」（1991年4月号）
- Eins:Vier「KISS IS SLEEPING PILLS」（1991年5月号）
- PASSION ROSE「OUT OF CONTROL」（1991年6月号）

### ロッキンf付録デモCD
- Cloud Nine「BASTARD」（2000年11月号）
- BAD SiX BABiES「BLACK CAT BABiES」（2001年3月号）

## ZETA
1989年からVHS『Rockin'f Presents CRAZY ROCK VIDEO MAGAZINE ZETA』をリリース。
1. D'ERLANGER 等
2. COLOR 等
3. ガスタンク伝説
4. かまいたち症候群
5. 増刊号 CHARACTERS JACKS'N'JOKER SPECIAL
6. 増刊号 CHARACTERS LADIES ROOM SPECIAL
7. PASSION ROSE
8. 増刊号 CHARACTERS GRAND SLAM SPECIAL
9. DECA MERON・東京ヤンキース・AION
10. 増刊号 CHARACTERS GARGOYLE LIVE 残像
11. 増刊号 CHARACTERS Terra Rosa LIVE Final Class Movie
12. 増刊号 CHARACTERS 幻覚アレルギー SPECIAL
13. 増刊号 CHARACTERS ANTHEM SPECIAL